# Barthel Brussee
Barthel Brussee (Leiden, 1965) is een Nederlands beeldend kunstenaar. Hij schildert in een figuratieve, vaak iets vervreemdende stijl. Hij is ook bekend van de vele stadsgezichten.   

## Biografie
Barthel Brussee studeerde eerst Nederlands en vervolgde zijn studie aan de Koninklijke Academie van Beeldende Kunsten (Den Haag). Hij studeerde af in 2001 en vestigde zich daarna in Leiden als beeldend kunstenaar. 
Naast schilderen, is hij ook actief als graficus, beeldhouwer, illustrator, striptekenaar, en maker van animaties en video's. Daarnaast maakt hij ook elektronische muziek en speelt in bandjes. Zijn stijl is herkenbaar figuratief. Het heeft vaak vervreemdende, maar ook eigen humoreske elementen. Veel schilderijen worden op locatie gemaakt onder andere op lange fietstochten. 
Hij was actief bij kunstenaarscollectief Kunst Uitschot Team en was medeoprichter van kunstenaarscollectief Insteek. Hij was enige tijd werkzaam in de verslavingszorg, en is actief als docent bij Ars Aemula Naturae, BplusC en LAK. 
In 2017 publiceerde hij "Dada in Leiden", een graphic novel over de Dada uitvoering van Theo van Doesburg Kurt Schwitters in de Leidsche schouwburg. In 2024 publiceerde hij, eveneens in graphic novel vorm,  "Het Offer" over de legendarische eerste uitvoering van Le Sacre du printemps.
Barthel Brussee is tevens betrokken bij het beheer van de nalatenschap van Herman Gordijn die  verwantschap in zijn werk met zijn eigen werk zag.

## Privéleven
Barthel Brussee is getrouwd en heeft drie kinderen. Hij woont in Leiden.

Berm, olieverf op doek , 120 x130 cm, particuliere collectie
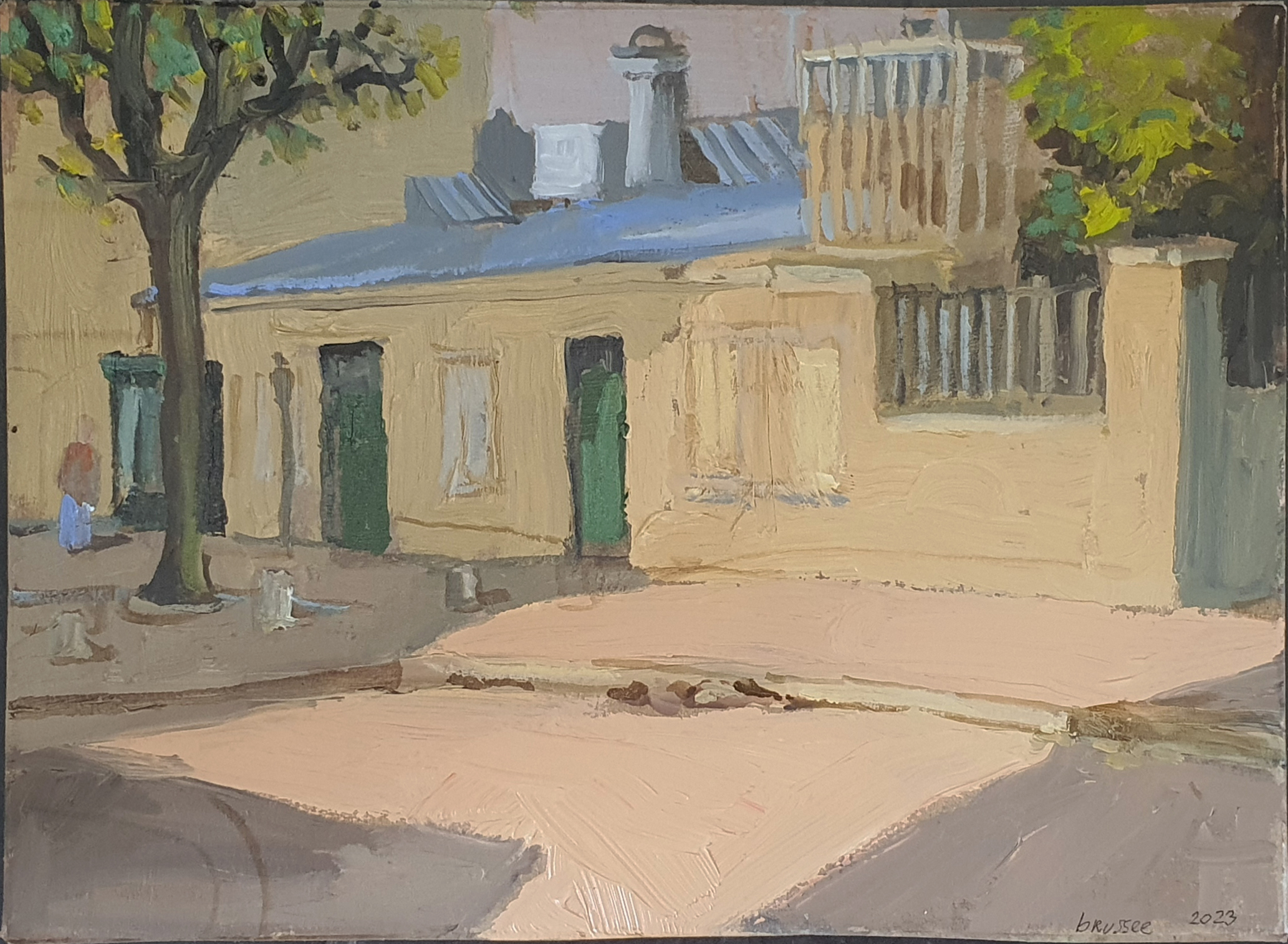
De Bateau lavoir, olieverf op karton, 19 × 24 cm. particuliere collectie
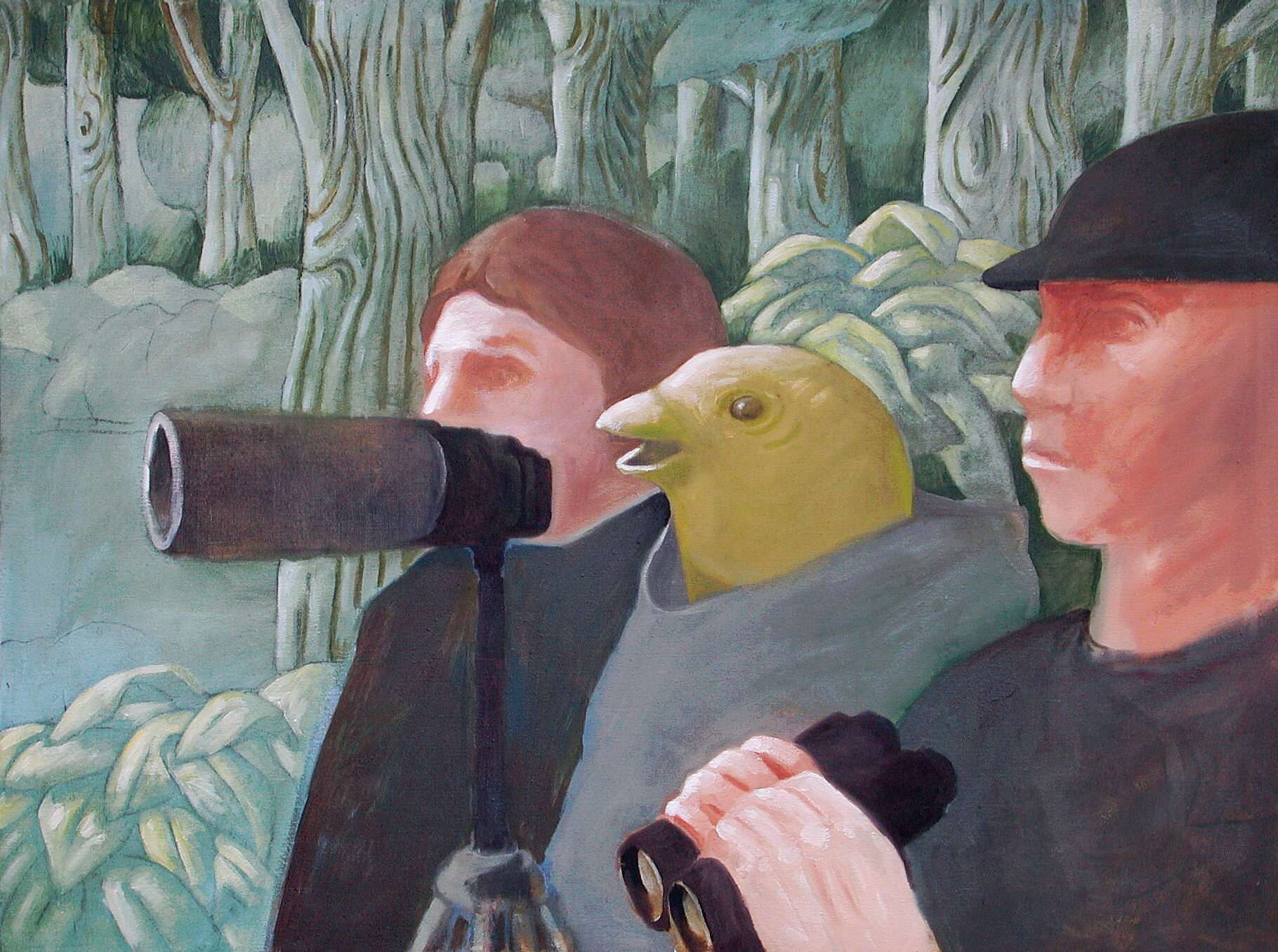
De vogelaars, olieverf op doek, 92 × 120 cm. Particuliere collectie
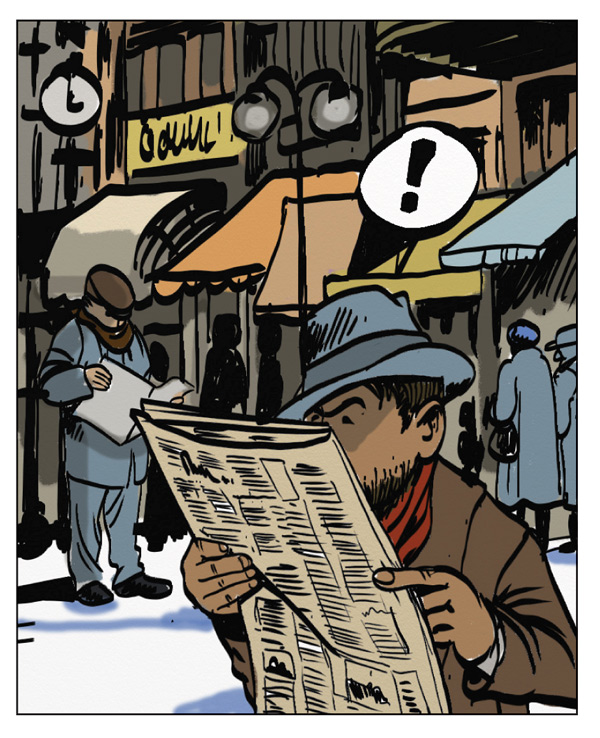
Persman, digitale tekening. Opgenomen in Dada in leiden, uitgeverij de Muze
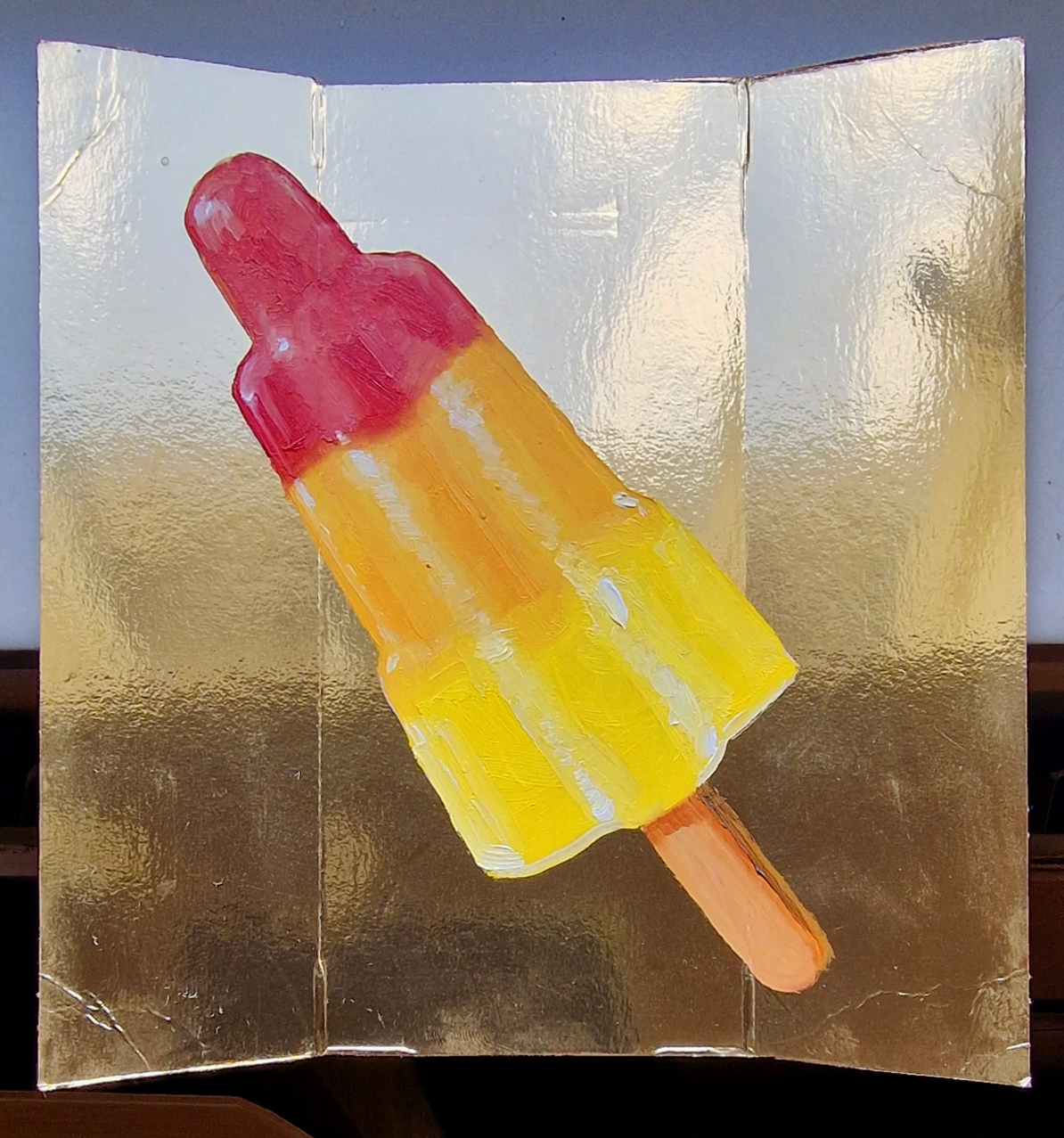
Raket-ijsje. Olieverf op goudkleurig karton, 17 × 18 cm. particuliere collectie
Schilderen in de berm. olieverf op karton 19 × 24 cm. Particuliere collectie